# Uptown Records (Jazzlabel)
Uptown Records war ein unabhängiges kanadisches Tonträgerunternehmen, das sich auf Jazz konzentrierte und von 1979 bis 1991 bestand.

## Geschichte

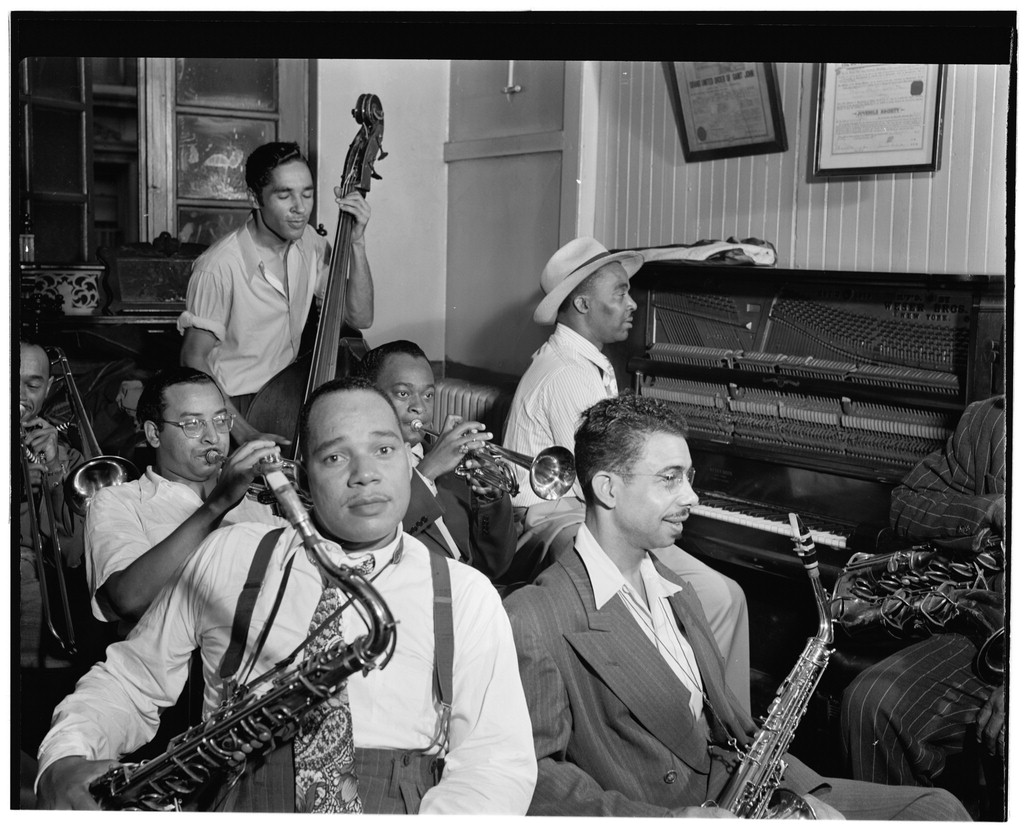
Joe Thomas (links vorne) und Eddie Wilcox (rechts) 1947 bei einem Auftritt in der Loyal Charles Lodge No. 167. Foto: William P. Gottlieb

Das Label Uptown Records gründete 1979 der Arzt und Onkologe Robert E. „Bob“ Sunenblick (1943–2018) in Montreal und betrieb es dort bis 1986 gemeinsam mit dem Arzt Mark Feldman († 2022). Während Feldman 1987 mit seiner Frau Kayla das Label Reservoir Music gründete, führte Sunenblick bis 1991 das Label als alleiniger Besitzer weiter. Mit dem Firmentitel Uptown nahm Sunenblick Bezug auf einen Terminus, der das Image der afroamerikanischen Jazzkultur in Manhattans Viertel Harlem im Uptown New York der 1930er- und 1940er-Jahre beschwor. Sunenblick schrieb in seinen Erinnerungen:
„Ich war ein Plattensammler und dachte, dass eine große Anzahl von Musikern nicht aufgenommen wurden, weil sie kommerziell nicht lukrativ waren. Daher begann ich, diese Art von exzentrischen Musikern aufzunehmen, fand aber heraus, dass ich weder die Fähigkeit zum Produzenten noch zu einer Art Psychiater mitbrachte“.
Dennoch startete das Uptown-Label mit Produktionen von Musikern, die lange Zeit nicht aufgenommen hatten: Raw Meat, eine LP des Tenorsaxophonist Joe Thomas, die er 1979 mit Jimmy Rowles, Walter Booker und Akira Tana eingespielt hatte. Zwei weitere frühe Uptown-Alben stammten von J. R. Monterose, einem Tenorsaxophonisten, der in den 1950er- und 1960er-Jahren für Blue Note aufgenommen hatte und inzwischen in einem Club in Albany auftrat. Dort entstand 1979 ein Live-Mitschnitt (Live in Albany), auf dem J.R. Monterose mit Hod O’Brien, Teddy Kotick und Eddie Robinson spielte. Das Album A Little Pleasure entstand 1981 im Duo mit Tommy Flanagan. Back on Broadway (1980) war ein Album des Tänzers und Sängers John Bubbles mit dem Pianisten Frank Owens.
In den folgenden Jahren veröffentlichte Sunenblick Aufnahmen von Dave Schildkraut, Charlie Rouse, Tommy Flanagan, Dicky Wells, Allen Eager, Philly Joe Jones, Haywood Henry, Frank Wess, Pepper Adams, Dexter Gordon, Hank Mobley, Don Sickler, Budd Johnson, Barry Harris, Don Joseph, Buddy Tate, Peter Leitch, Freddie Redd, Claudio Roditi, Kenny Barron, Jimmy Gourley, Carl Fontana, Jack Sheldon, Denzal Sinclaire und Frank Rosolino.
Ab 1987 konzentrierte sich Sunenblick, der das Label nun allein führte, mehr auf die Veröffentlichung  historischer Mitschnitte, etwa von Charlie Parker und Dizzy Gillespie aus der New Yorker Town Hall vom Juni 1945 (Town Hall, New York City, June 22, 1945), was auch Beachtung in The New York Times fand. In den folgenden Jahren erschienen historische Aufnahmen von Allen Eager (In the Land of Oo-Bla-Dee 1947–1953), Charles Mingus (Charles 'Baron' Mingus – West Coast, 1945–1949), Sonny Clark, Dodo Marmarosa, Sarah Vaughan, Curtis Amy und Lee Wiley.

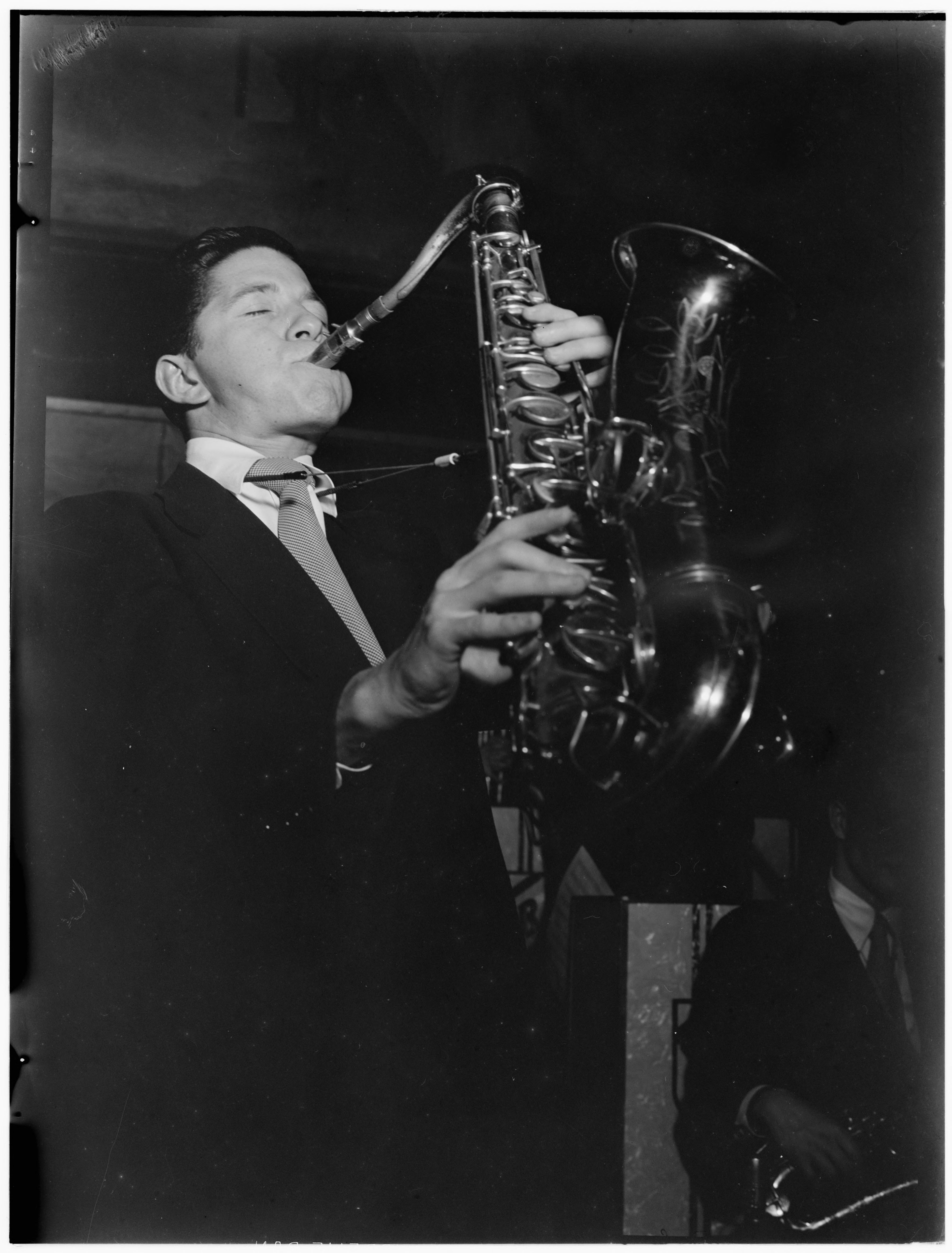
Allen Eager, bei einem Auftritt im Arcadia Ballroom, New York City, ca. Mai 1947. Foto: Gottlieb

Insgesamt veröffentlichte das Uptown-Label 35 Alben. Da Sunenblick hinsichtlich des Vertriebs seiner Produktionen relativ glücklos agierte, erschienen insgesamt nur 80.000 Exemplare in Form von Langspielplatten, Musikkassetten und (ab 1988) Compact Discs. Lediglich drei Alben erreichten die Stückzahl von 5.000 Einheiten, darunter  Transbluency (1986) von Maria Muldaur. 1995 führte Sunenblick wegen der Verwendung des Namens Uptown Records einen Rechtsstreit gegen das gleichnamige Hip-Hop-Label vor dem United States District Court in New York.